# Шарило Олександр Юрійович
Олекса́ндр Ю́рійович Шари́ло (нар. 9 березня 1998) — український футболіст, нападник чернігівської «Десни».

## Біографія
Олександр народився 9 березня 1998 року. Почав займатись футболом у команді «Юність» (Чернігів). 2012 року перебрався до Києва, де став грати в ДЮФЛ за ДЮФШ «Динамо» ім. Валерія Лобановського, у якій виступав до літа 2015 року.
Ще граючи за ДЮФШ, з літа 2014 року, став залучатись до матчів юнацького складу «Динамо» (U-19). За півтора року Шарило провів у юнацькому чемпіонаті 22 гри й забив 7 голів.
На початку 2016 року Шарило був включений у заявку другої динамівської команди, що грала в Першій лізі. У професіональних змаганнях дебютував 9 квітня 2016 року у виїзному матчі проти «Полтави», який завершився поразкою киян 0:2, а Олександр вийшов на заміну на 73-й хвилині замість Владислава Алєксєєва.
Улітку 2016 року перейшов до складу полтавської «Ворскли».

### Збірна
2014 року провів три матчі за юнацьку збірну України до 16 років.